# Josef Fockner
Josef Fockner (Vogtner; magyarul: Fockner/vagy Fokner József) (Grác, Ausztria, 1800. – Temesvár, Magyar Királyság, 1883 április 29.) honvéd alezredes.

## Életútja
Vagyontalan polgári családból származott, elvégezte az olmützi katonaiskolát, 1818 és 1831 közt a császári 52. gyalogezrednél teljesített szolgálatot hadnagyi rangban, 1831-től kilépett hadnagy, majd kincstári erdész Kiszetőn Temes megyében. Az 1848–49-es forradalom és szabadságharc idején már 1848 nyarán bekapcsolódott a harcokba, a Temes megyei nemzetőrség századosaként vett részt a délvidéki harcokban. 1848 októberétől főhadnagy a 27. honvédzászlóaljnál, 1848 decemberétől százados ugyanennél az alakulatnál. 1849 június 21-től őrnagy, a 4. lengyel zászlóalj parancsnoka Erdélyben. A szabadságharc bukása után emigrációba kényszerült, Sumlán Kossuth Lajos közvetlen környezetéhez tartozott, Kossuth itt Sumlán 1849 augusztus 29-én alezredessé léptette elő.
Vasváry Ödön kutatásai szerint Sumlán a magyar emigránsok Focknert sokszor látták az osztrák konzul társaságában, éppen ezért gyanússá vált, amikor Fockner 1851-ben kijutott hajóval Londonba, majd onnan Amerikába, s 1852 december elején Kossuth Amerikába érkezésekor sietett Lülley Manóval Kossuth fogadására. (Lülley a szabadságharcnak jó szolgálatot tett kémtevékenységével, s majd az északiaknak is az amerikai polgárháborúban.) Fockner erősen gyanúba keveredett, hogy az osztrákoknak kémkedik. Ugyanakkor tudjuk, hogy a Kossuth ellenes Szedlák Mátyás kirohanásait elítélte számos New York-i magyar emigránssal együtt. 1857-ben jött haza Amerikából, az 1867-es kiegyezés után takarékpénztári hivatalnok volt Temesvárott, s tagja a honvédegyletnek.